# Luis Urrutia O'Nell
Luis René Urrutia O'Nell (Rancagua, Región de O'Higgins, 17 de noviembre de 1951), también conocido con el seudónimo de Chomsky, es un periodista chileno de vasta trayectoria en diversos medios escritos. Estudió en la Universidad de Chile. Es coautor, junto a su colega Juan Cristóbal Guarello, de tres libros en los que se desarrolla la temática del fútbol. En diciembre de 2008, a la edad de 57 años, fue galardonado con el Premio Nacional de Periodismo Deportivo, reconocimiento otorgado por el Círculo de Periodistas Deportivos de Chile.

## Premios
Ha obtenido tres veces el premio Aporte a la Literatura Deportiva Nacional, en los años 2005, 2007 y 2008, por cada uno de sus libros publicados junto a Guarello. El 22 de diciembre de 2008 le fue entregado el Cóndor de Bronce al Premio Nacional de Periodismo Deportivo. Todos estos galardones le han sido concedidos por el Círculo de Periodistas Deportivos de Chile.
| Premio                                    | Año  |
| ----------------------------------------- | ---- |
| Aporte a la Literatura Deportiva Nacional | 2005 |
| Aporte a la Literatura Deportiva Nacional | 2007 |
| Premio Nacional de Periodismo Deportivo   | 2008 |
| Aporte a la Literatura Deportiva Nacional | 2008 |
| Premio Raúl Prado Cavada                  | 2016 |

## Obra
- Colo Colo 1973. El equipo que retrasó el golpe (2012).
- Tómala, métete, remata (2012).
- El Ballet Azul. Universidad de Chile 1959-1969 (2013).
- Historia de la Clasificación Brasil 2014 (2013).
- Historias secretas del fútbol chileno III  (2014).
- Anecdotario de la Copa América  (2015).

En coautoría con Juan Cristóbal Guarello
- Historias secretas del fútbol chileno  (2005).
- Historia secretas del fútbol chileno II (2007).
- Anecdotario del fútbol chileno (2008).
- Historia de la clasificación.  Sudáfrica 2010 (2009).
- Anecdotario del fútbol chileno II (2011).

## Frases
"Al lector hay que ponerle alfombra roja" (el 22 de diciembre de 2008, en su brevísimo discurso de aceptación del Premio Nacional de Periodismo Deportivo. Según Urrutia, éste fue el mensaje que le transmitió su maestro, el periodista Edmundo Concha).

## Relación con Colo-Colo
Urrutia O'Nell tuvo una destacada labor en la cobertura periodística de la exitosa campaña de Colo-Colo en la Copa Libertadores de América de 1991, torneo del cual este equipo fue campeón al vencer en la definición a Olimpia de Paraguay, el 5 de junio de ese año en el estadio Monumental de Santiago. Como consecuencia de aquel logro, Colo-Colo ganó el derecho a disputar la Recopa Sudamericana frente a Cruzeiro de Brasil (campeón de la Supercopa Joao Havelange de 1991) en un partido único que tuvo lugar el 19 de abril de 1992 en la ciudad de Kōbe, Japón. Tras empatar sin goles en los 120 minutos de juego, el título se resolvió mediante lanzamientos penales. En esa instancia los albos se adjudicaron el trofeo continental por 5:4 gracias a un tiro atajado a Boiadeiro por el arquero Marcelo Ramírez, quien a causa de una excepción especial solicitada por los dirigentes chilenos ingresó en reemplazo de José Daniel Morón cuando el partido ya había finalizado. Ramírez entró exclusivamente para los penales. Cuando el capitán Jaime Pizarro convirtió el quinto servicio de Colo-Colo, con un extraño remate que dio un pique y luego pegó en uno de los verticales antes de entrar en el arco de Cruzeiro, todos los jugadores corrieron a abrazarse en el centro del campo. Ahí llegó también Luis Urrutia, enviado especial del diario La Tercera y el único periodista chileno en Kobe para la ocasión: vio los momentos decisivos al borde de la cancha y celebró como uno más del equipo, en imágenes que fueron captadas por las cámaras de la transmisión oficial y posteriormente repetidas en los noticiarios del mundo entero.
Urrutia también fue protagonista del viaje más intempestivo en la historia del periodismo deportivo chileno, cuando acompañó a la delegación de Colo-Colo para el partido de ida de la Copa Interamericana de Clubes, frente al Puebla de México. Como redactor de La Tercera, fue enviado por sus jefes a cubrir la partida de los albos desde el aeropuerto Arturo Merino Benítez y, como en la ocasión faltó uno de los invitados por la dirigencia del club, el presidente de Colo-Colo, Eduardo Menichetti, le dijo entonces al periodista que era una lástima perder así el pasaje y que si hubiera andado con pasaporte le habría regalado a él ese cupo en el avión. Urrutia, sin embargo, andaba justamente con su documento de viaje y se embarcó pocos minutos después junto al plantel campeón de la Copa Libertadores.